# Марио Гомес
Марио Гомес Гарсия (на испански: Mario Gómez García) е бивш германски професионален футболист, играл като централен нападател. Гомес се присъединява към Байерн Мюнхен след 5 години във Щутгарт. В престоя си там, достига рекордната цена от 35 000 000 евро. Когато Щутгарт страва шампион на Бундеслигата през сезон 2006-07 Гомес допринася с 14 гола и 7 асистенции само на 21 години, което го прави играч на годината в Германия. През лятото на 2013 преминава в Италианския Фиорентина срещу сумата от 20 000 000 евро.
Роден е в Ридлинген. Израснал е в близкото село Унлинген, село в Горна Швабия, намиращо се в провинция Баден-Вюртемберг в югозападна Германия. Намира се на 100 км южно от Щутгарт и 175 км западно от Мюнхен. Той е от испанско-немски произход (баща му е от Гранада, а майка му е германка). Той има испанско и немско гражданство и решава да играе за Национален отбор по футбол на Германия.
Описван е като много открит, когато става дума за социални теми. Например, той смята, че гейовете във футбола трябва да бъдат открити и да не крият своята сексуалност и мисли, че те биха играли, сякаш са освободени. На 1 октомври 2012 г. той също твърди, че иска радикални промени за хомосексуалността във футбола.
Гомес слага край на 9-годишната си връзка с Силвия Майхел на 2 октомври 2012.
Започва кариерата си в юношеските отбори на Унлинген, Бад Заулгау и Улм, преди да премине в Щутгарт. Дебютира за Б-отбора на Щутгарт през 2003 г., където престоява до 2005 г. и отбелязва 21 гола в 43 мача.
Гомес играе 10 минути за Щутгарт срещу Челси във Шампионска лига на 9 март 2004 г. На 8 май дебютира във Буднеслигата.
Играе в Националния отбор на Германия от 2007 г. и участва на Европейското първенство през 2008 г., където играе три мача без да отбележи гол. На 5 август 2018 обяви оттеглянето си от националния отбор. 

## Отличия
Щутгарт
- Шампион на Германия: 2007

Байерн Мюнхен
- Шампион на Германия: 2010, 2013
- Купа на Германия: 2010, 2013
- Суперкупа на Германия: 2010, 2012
- Шампионската лига: 2013

Бешикташ
- Шампион на Турция: 2016

Национален отбор
- Трето място на Световното първенство 2010
- Второ място на Евро 2008

Индивидуални
- Играч на годината в Германия: 2007
- Голмайстор на Немската Бундеслига с 28 гола през сезон 2010/2011.